# Glissière de sécurité

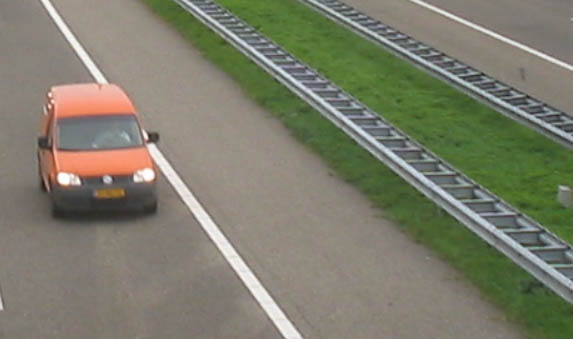
Deux rails de sécurité métalliques bordant un séparateur médian.

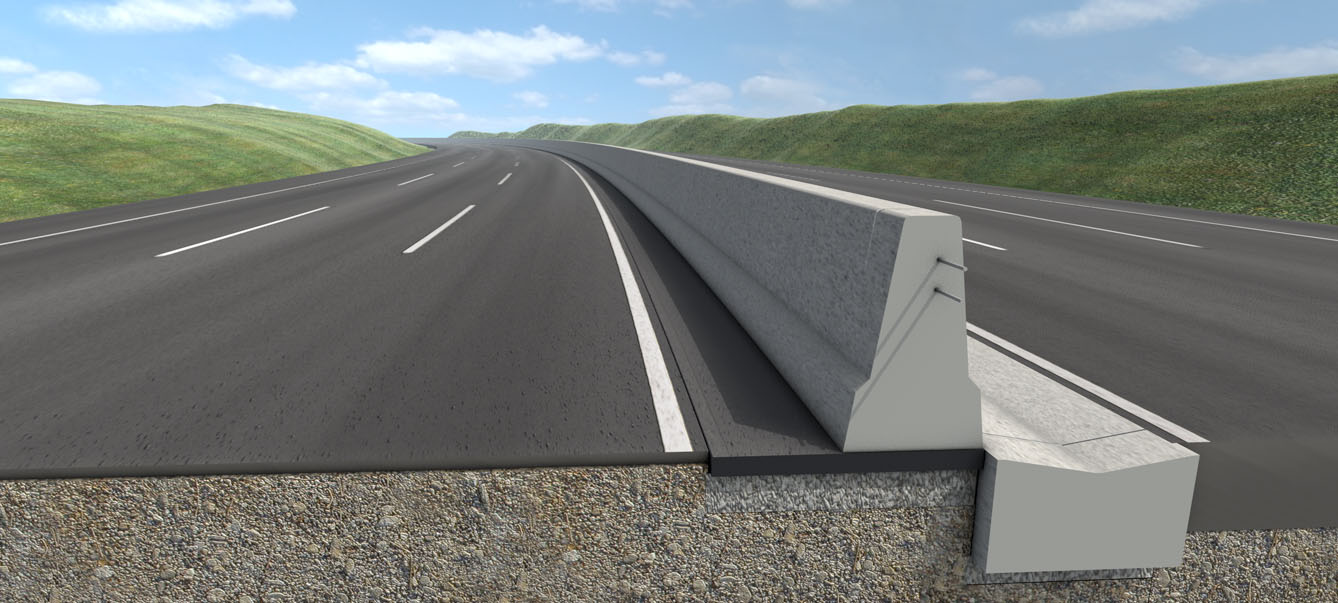
Coupe d'une glissière de sécurité en béton, efficace mais coûteuse (infographie).

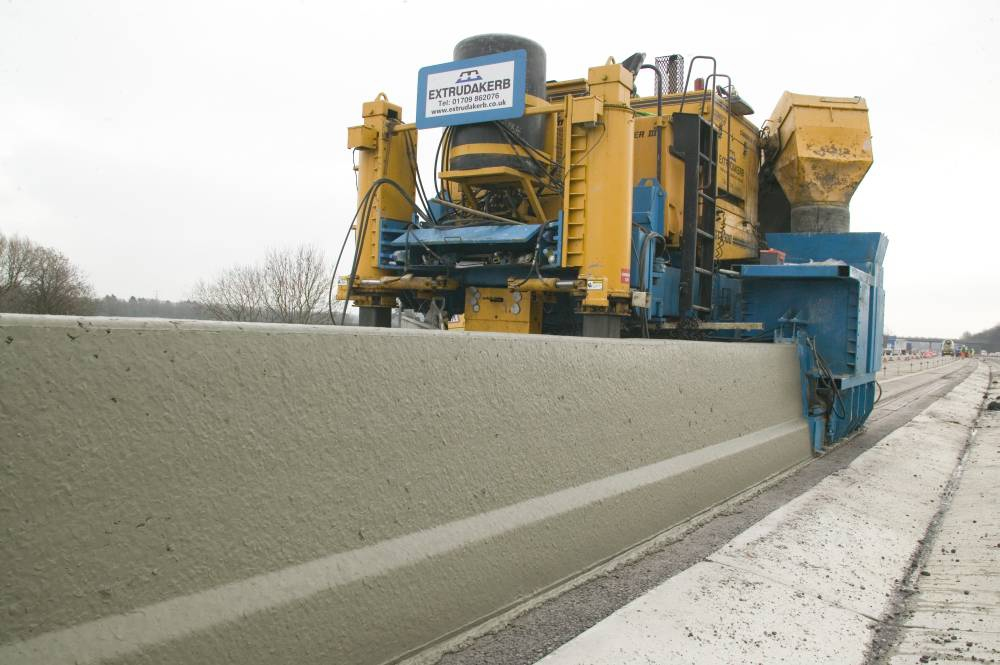
Coulage en continu d'une glissière en béton sur l'autoroute britannique M1 vers 2006.

Une glissière de sécurité, parfois appelée « rail de sécurité » ou « garde-fou » (ou encore « bertrame » en Suisse), est une barrière métallique, en béton, ou en bois, disposée le long d'une voie de circulation routière pour amoindrir la gravité des accidents, en évitant notamment les sorties de route.

## Fonction
La glissière est rigide (béton) ou déformable (métallique, et, plus rarement, faite de câbles) pour, en cas d'accident, amortir le choc et ne pas renvoyer le véhicule dans le sens inverse (sur une route à double voie) et pour qu'il ne rebondisse pas vers la voie de gauche sur les autoroutes. 
Les glissières de sécurité sont surtout utilisées :
- comme délimitation du « refuge » ou « terre-plein » central sur les routes à double chaussées ;
- comme protection sur les ponts, échangeurs et leurs accès ;
- sur les routes de montagne (pente, verglas, virages, lacets) ;
- en bordure d'autoroute et de voie rapide à cause de la vitesse élevée des véhicules.

On trouve des glissières de sécurité sur les circuits automobiles où le type métallique est souvent appelé « Armco » du nom de la compagnie américaine qui les fabriquait. Elles sont le plus souvent en béton dans le cas des circuits ovales et le long des lignes de stands.

## Glissière de sécurité à haute tension
Les glissières de sécurité à haute tension sont équipées de câbles qui comme un ressort peuvent absorber une partie de l'énergie perçue pour la restituer.
Elles sont déployées dans certains pays ainsi que — à titre transitoire — sur l'autoroute A50 québécoise.

## Controverse
Les premières barrières de sécurité routières ont été conçues pour les véhicules à quatre roues ou plus. Les poteaux espacés qui les soutiennent constituent un danger mortel pour les motards. En effet, lors d'un accident, le motard peut glisser au sol sur des dizaines de mètres selon sa vitesse, au risque de heurter violemment un poteau. Pour les anciennes glissières, la solution est d'ajouter un second rang de rail au niveau du sol.